# Kralice nad Oslavou
Kralice nad Oslavou (en allemand : Kralitz) est une commune du district de Třebíč, dans la région de Vysočina, en République tchèque. Sa population s'élevait à 1 015 habitants en 2020.

## Géographie
Kralice nad Oslavou est arrosée par la rivière Oslava et se trouve à 3,5 km à l'est-sud-est du centre de Náměšť nad Oslavou, à 23,5 km à l'est de Třebíč, à 49,5 km à l'est-sud-est de Jihlava et à 162 km au sud-est de Prague.
La commune est limitée par Náměšť nad Oslavou à l'ouest et au nord-ouest, par Hluboké au nord, par Újezd u Rosic, Lesní Jakubov et Sudice à l'est, et par Březník au sud.

## Histoire
La première mention écrite de la localité date de 1310.

## Administration
La commune se compose de deux quartiers :
- Horní Lhotice
- Kralice nad Oslavou

## Transports
Par la route, Kralice nad Oslavou se trouve à 4,5 km de Náměšť nad Oslavou, à 25 km de Třebíč, à 58,5 km de Jihlava et à 184 km de Prague.